# Phellodon

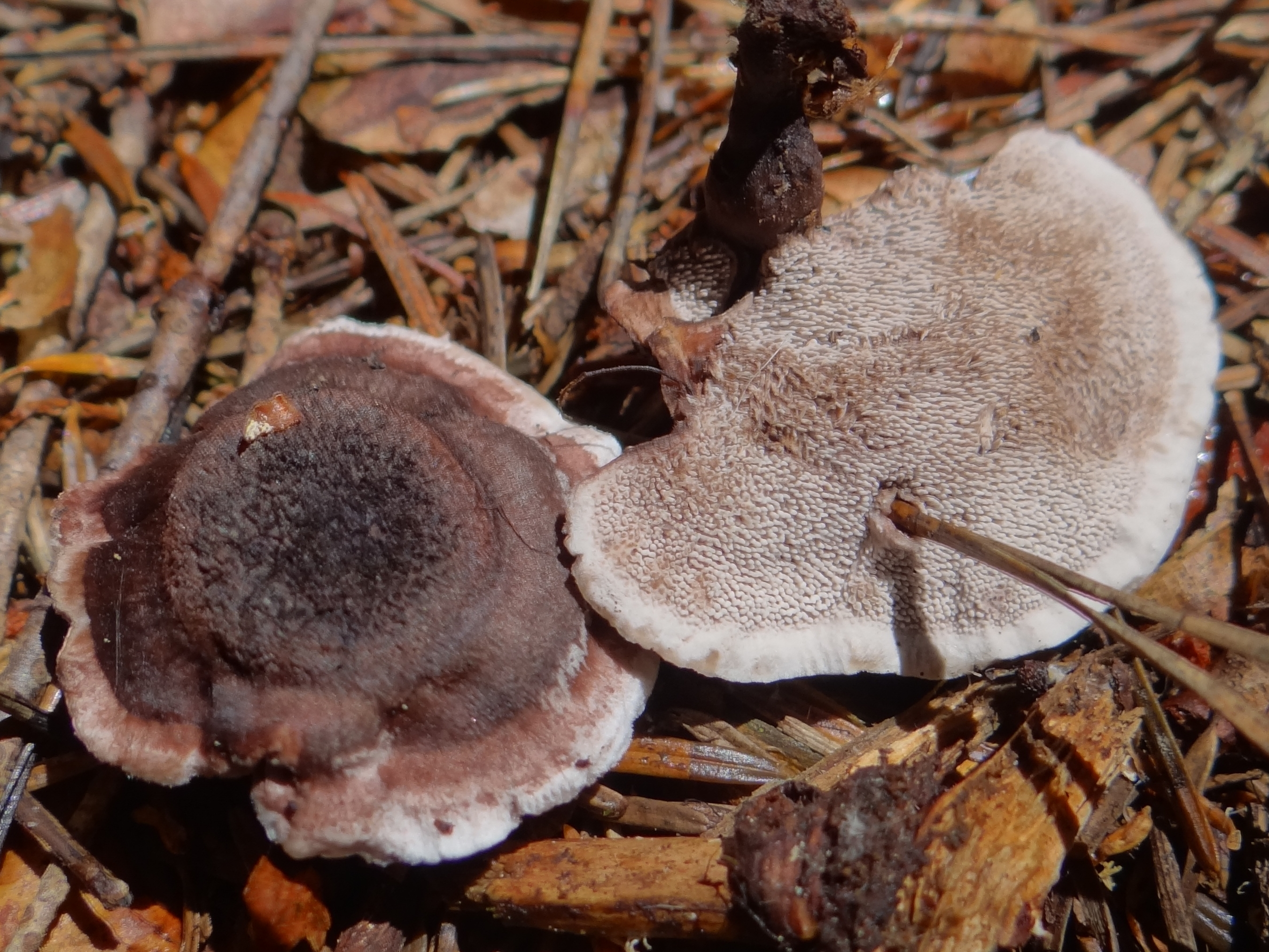
Korkoząb kieliszkowaty

Phellodon P. Karst. (korkoząb) – rodzaj grzybów należący do rodziny chropiatkowatych (Thelephoraceae). W Polsce występują 4 gatunki.

## Charakterystyka
Grzyby kapeluszowe, saprotrofy rosnące na ziemi, złożone z trzonu i kapelusza. Kapelusz początkowo kutnerowaty, potem promieniście włókienkowaty, pofałdowany, w końcu matowy, o barwie od białej do żółtobrązowej lub oliwkowoczarnej. Trzon kutnerowaty lub pozornie nagi, w kolorze kapelusza lub ciemniejszy. Hymenofor w postaci elastycznych kolców, w dojrzałych okazach o szarej barwie. Miąższ włóknisty, miękki lub twardy do zdrewniałego, strefowany. Zapach w trakcie wysychania przypominający przyprawę maggi lub kozieradkę. System strzępkowy monomityczny. Wysyp zarodników biały, nieamyloidalny. Strzępki generatywne niepęczniejące, cienkościenne, rozgałęzione, podzielone, bez sprzążek. Podstawki maczugowate, 4-zarodnikowe, bez sprzążek bazalnych. Zarodniki szeroko elipsoidalne do kulistych, kolczaste, w masie białej. Brak cystyd.

## Systematyka i nazewnictwo
Pozycja w klasyfikacji według Index Fungorum: Thelephoraceae, Thelephorales, Incertae sedis, Agaricomycetes, Agaricomycotina, Basidiomycota, Fungi.
Polską nazwę podali Barbara Gumińska i Władysław Wojewoda w 1983 r.
Gatunki występujące w Polsce
- Phellodon confluens (Pers.) Pouzar 1956 – korkoząb pozrastany
- Phellodon fuligineoalbus (J.C. Schmidt) R.E. Baird 2013 – tzw. kolcownica sosnowa
- Phellodon melaleucus (Sw. ex Fr.) P. Karst. 1881 – korkoząb ciemny
- Phellodon niger (Fr.) P. Karst. 1881 – korkoząb czarniawy
- Phellodon tomentosus (L.) Banker 1990 – korkoząb kieliszkowaty
- Phellodon violascens (Alb. & Schwein.) A.M. Ainsw. 2019 – tzw. kolcownica świerkowa

Nazwy naukowe na podstawie Index Fungorum. Wykaz gatunków i nazwy polskie według Władysława Wojewody.
Ostatnie badania DNA w obrębie tego rodzaju wykazały, że jego taksonomia jest jeszcze niedopracowana. Prawdopodobnie niektóre z opisanych gatunków wymagają rozbicia na kilka nowych gatunków.